# Préval
Pour les articles homonymes, voir Préval (homonymie).
Préval est une commune française, située dans le département de la Sarthe en région Pays de la Loire, peuplée de 669 habitants.
Bien que située dans la région naturelle du Perche sarthois, la commune fait partie de la province historique du Maine.

## Géographie
La commune de Préval est un village d’environ 650 habitants.
Préval est située au nord-est du département sarthois et se trouve près de l’Orne et de l’Eure-et-Loir, dans le Perche.

## Lieux-dits et écarts
- Route de Torillères avec de nombreuses habitations à 3 km du bourg de la commune ;
- La Matrassière : château de Préval ;
- Le moulin : ancien moulin à eau de la commune sur la Même.

## Communes limitrophes
|                     | Saint-Germain-de-la-Coudre (Orne) |                   |
|                     | Préval                            |                   |
| La Chapelle-du-Bois | La Ferté-Bernard                  | Souvigné-sur-Même |

## Toponymie
Le nom de la commune de Préval  n’a été donné à cette commune que le 28 novembre 1792. Auparavant,  elle portait le nom de Chapelle Gastinelle puis de Gâtineau. Son nom fait référence aux vertes prairies de la vallée de la Même.[réf. nécessaire]
Le gentilé est Prévalois.

## Politique et administration
| Période                                  | Période  | Identité         | Étiquette | Qualité    |
| ---------------------------------------- | -------- | ---------------- | --------- | ---------- |
| 1989                                     | 2014     | Bernard Blossier |           | Professeur |
| 2014                                     | En cours | José Plans       |           | Retraité   |
| Les données manquantes sont à compléter. |          |                  |           |            |

## Démographie
L'évolution du nombre d'habitants est connue à travers les recensements de la population effectués dans la commune depuis 1793. Pour les communes de moins de 10 000 habitants, une enquête de recensement portant sur toute la population est réalisée tous les cinq ans, les populations de référence des années intermédiaires étant quant à elles estimées par interpolation ou extrapolation. Pour la commune, le premier recensement exhaustif entrant dans le cadre du nouveau dispositif a été réalisé en 2008.
En 2022, la commune comptait 669 habitants, en évolution de −2,48 % par rapport à 2016 (Sarthe : −0,25 %, France hors Mayotte : +2,11 %).
| 1793 | 1800 | 1806 | 1821 | 1831 | 1836 | 1841 | 1846 | 1851 |
| ---- | ---- | ---- | ---- | ---- | ---- | ---- | ---- | ---- |
| 443  | 464  | 485  | 524  | 492  | 545  | 521  | 486  | 478  |

| 1856 | 1861 | 1866 | 1872 | 1876 | 1881 | 1886 | 1891 | 1896 |
| ---- | ---- | ---- | ---- | ---- | ---- | ---- | ---- | ---- |
| 446  | 431  | 462  | 417  | 436  | 397  | 420  | 377  | 364  |

| 1901 | 1906 | 1911 | 1921 | 1926 | 1931 | 1936 | 1946 | 1954 |
| ---- | ---- | ---- | ---- | ---- | ---- | ---- | ---- | ---- |
| 371  | 357  | 353  | 314  | 302  | 274  | 297  | 316  | 291  |

| 1962 | 1968 | 1975 | 1982 | 1990 | 1999 | 2006 | 2008 | 2013 |
| ---- | ---- | ---- | ---- | ---- | ---- | ---- | ---- | ---- |
| 249  | 226  | 274  | 461  | 580  | 568  | 620  | 635  | 678  |

| 2018 | 2022 | - | - | - | - | - | - | - |
| ---- | ---- | - | - | - | - | - | - | - |
| 688  | 669  | - | - | - | - | - | - | - |

## Économie
Préval possède un commerce multi-services, propriété de la commune, qui fait également bar.
Les artisans se composent d'un grand garage Peugeot avec une dizaine de salariés, deux peintres en bâtiments, deux menuisiers, une coiffeuse à domicile. Deux sociétés informatiques sont également installées sur la commune.

### Climat
Pour des articles plus généraux, voir Climat des Pays de la Loire et Climat de la Sarthe.
En 2010, le climat de la commune est de type climat océanique dégradé des plaines du Centre et du Nord, selon une étude du CNRS s'appuyant sur une série de données couvrant la période 1971-2000. En 2020, Météo-France publie une typologie des climats de la France métropolitaine dans laquelle la commune est exposée à un climat océanique altéré et est dans une zone de transition entre les régions climatiques « Normandie (Cotentin, Orne) » et « Moyenne vallée de la Loire ». 
Pour la période 1971-2000, la température annuelle moyenne est de 10,6 °C, avec une amplitude thermique annuelle de 14,3 °C. Le cumul annuel moyen de précipitations est de 712 mm, avec 11,3 jours de précipitations en janvier et 7,4 jours en juillet. Pour la période 1991-2020, la température moyenne annuelle observée sur la station météorologique de Météo-France la plus proche, sur la commune de Cormes à 9 km à vol d'oiseau, est de 11,4 °C et le cumul annuel moyen de précipitations est de 759,0 mm,. Pour l'avenir, les paramètres climatiques de la commune estimés pour 2050 selon différents scénarios d'émission de gaz à effet de serre sont consultables sur un site dédié publié par Météo-France en novembre 2022.

## Urbanisme

### Typologie
Au 1er janvier 2024, Préval est catégorisée commune rurale à habitat dispersé, selon la nouvelle grille communale de densité à sept niveaux définie par l'Insee en 2022.
Elle est située hors unité urbaine. Par ailleurs la commune fait partie de l'aire d'attraction de La Ferté-Bernard, dont elle est une commune de la couronne,. Cette aire, qui regroupe 37 communes, est catégorisée dans les aires de moins de 50 000 habitants,.

### Occupation des sols
L'occupation des sols de la commune, telle qu'elle ressort de la base de données européenne d’occupation biophysique des sols Corine Land Cover (CLC), est marquée par l'importance des territoires agricoles (94,2 % en 2018), une proportion sensiblement équivalente à celle de 1990 (94,6 %). La répartition détaillée en 2018 est la suivante : 
terres arables (48,3 %), prairies (45,9 %), zones urbanisées (3,7 %), forêts (2,2 %). L'évolution de l’occupation des sols de la commune et de ses infrastructures peut être observée sur les différentes représentations cartographiques du territoire : la carte de Cassini (XVIIIe siècle), la carte d'état-major (1820-1866) et les cartes ou photos aériennes de l'IGN pour la période actuelle (1950 à aujourd'hui).

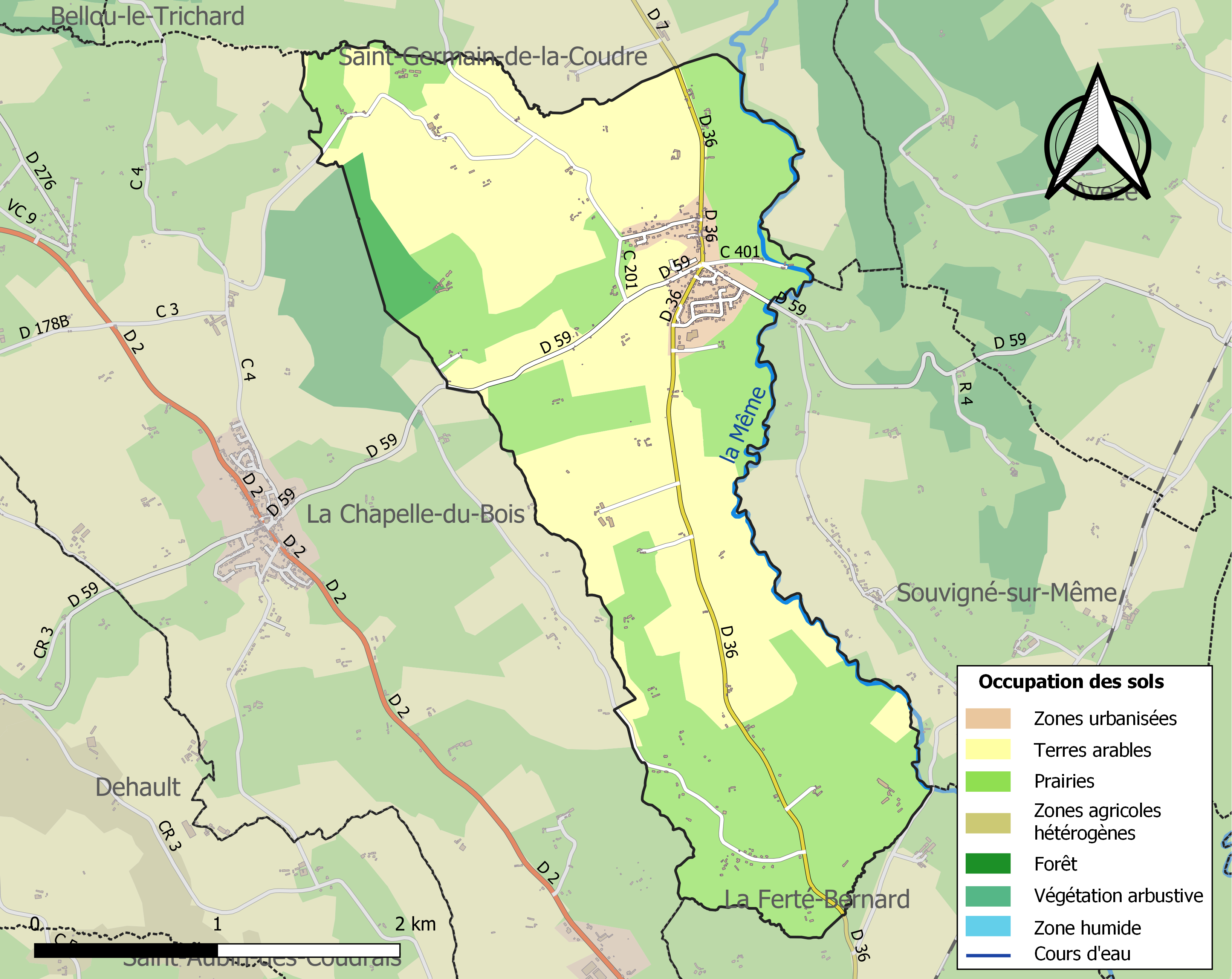
Carte des infrastructures et de l'occupation des sols de la commune en 2018 (CLC).

## Lieux et monuments
- Église Saint-Pierre-et-Saint-Paul, partiellement inscrite au titre des monuments historiques en 1927[19],[20], constituée de deux nefs accolées mais distinctes, celle de droite est du XIIe siècle et a subi de nombreux remaniements, celle de gauche est du XVIe siècle. Une tour a été ajoutée à la nef de droite en 1876. On pénètre dans celle de gauche, par une petite porte de la fin du XVIe siècle. L'église, malgré sa simplicité, renferme sous ses voûtes, retables, statues et œuvres d'art classées monuments historiques au titre d'objet.  Le portail est du XVIe siècle avec coquille saint Jacques de Compostelle.
- Manoir dit château de Préval, du XVIIe au XIXe siècle, recensé à l'inventaire général du patrimoine culturel[21].

## Personnalités liées
- Julien Rémy Pesche (1780 à Préval - 1847), pharmacien, magistrat, historien et naturaliste.